# Blenheim (Ontario)
Pour les articles homonymes, voir Blenheim.
Blenheim est une communauté située dans la partie sud de la municipalité de Chatham-Kent en Ontario au Canada. Sa population en 2011 est de 4 563 habitants. Jusqu’au 1er janvier 1998, Blenheim formait une ville du comté de Kent. À cette date, tous les cantons, les villes et les villages du comté, ainsi que la ville de Chatham, ont fusionné pour former la municipalité de Chatham-Kent.

## Histoire
L’arpentage du comté de Kent a débuté en 1791 dans le canton d’Harwich, sous les ordres de John Graves Simcoe, après qu’un traité ait été négocié entre le colonel Alexander McKee et les chefs potawatomis, hurons, ojibwés et outaouais en 1790.
Après s’être établi sur une terre du comté, le colonel Thomas Talbot s’est engagé en 1800 à construire une route qui irait jusqu’à Détroit et c’est sur cette route que les premiers habitants de Blenheim se sont établis en 1825. Comparé aux autres communautés environnantes, le développement du village a été lent dû au fait qu’il était situé dans une forêt carolinienne dense.
Bien que Blenheim ait un magasin général depuis 1845 et une mairie depuis 1866, ce n’est qu’en 1885 que le village est incorporé. En 1885, Alexander Graham Bell introduit le téléphone au village et en 1888, l’électricité fait son apparition. Un service d’incendie est établi en 1891 et un chemin de fer se rendant à Windsor a été complété en 1894.

## Média
Le Blenheim News Tribune est un hebdomadaire publié chaque mercredi.

## Sports
Les Blades de Blenheim sont une équipe de la Ligue de hockey junior C des Grands Lacs.

## Tourisme
L’attrait touristique le plus important de Blenheim est une exposition d’autos de collection, le RM Classic Car Exhibit, où il est possible de faire une visite guidée de plus de 50 automobiles du siècle dernier.